# Dicranomyia semantica
Dicranomyia semantica är en tvåvingeart som först beskrevs av Alexander 1932.  Dicranomyia semantica ingår i släktet Dicranomyia och familjen småharkrankar. Inga underarter finns listade i Catalogue of Life.